# Fleury Mesplet
Pour les articles homonymes, voir Mesplet.
Fleury Mesplet (Marseille, 10 janvier 1734 - Montréal, 24 janvier 1794) est un imprimeur d'origine française. En 1778, il fonde La Gazette du commerce et littéraire (plus tard La Gazette littéraire) premier journal de Montréal et premier journal de langue exclusivement française dans la Province de Québec. Mesplet est emprisonné sous l'administration du gouverneur Frederick Haldimand durant la guerre d'indépendance américaine.

## Biographie

### Famille et éducation
Fleury Mesplet naît à Marseille le 10 janvier 1734. Il est le fils de Jean-Baptiste Mesplet, imprimeur, et d’Antoinette Capeau. Il grandit à Lyon où sa famille, qui compte trois enfants au total, est établie. En 1754, à l'âge de 20 ans, sa tante Marguerite Capeau-Girard lui confie son imprimerie d'Avignon, dont elle a pris la direction à la mort de son mari François Prothade Girard. C'est à ce moment qu'il aurait appris le métier d'imprimeur. Mesplet épouse Marie-Marguerite Piérard à Avignon le 17 août 1756, puis Marie Mirabeau à Lyon vers 1765.

### Un bref passage en Angleterre
Sa tante Marguerite Capeau-Girard décède en juillet 1772. Mesplet part pour Londres en 1773, où il s'établit comme imprimeur. Il réalise La Louisiane ensanglantée de Jean de Champigny de son atelier d'imprimerie au 24 Crown Court, Little Russell Street dans le quartier populaire de Covent Garden. Il y demeure brièvement et quitte pour l'Amérique l'année suivante.

### Imprimeur francophone du Congrès continental lors de la guerre d'Indépendance
Mesplet s'installe à Philadelphie avec sa femme, Marie Mirabeau, en 1774. Il s'y associe à un autre imprimeur et œuvre pour le compte du Congrès continental américain à titre d'imprimeur francophone. Il imprime entre autres trois lettres adressées aux habitants de la province de Québec (Lettre adressée aux habitans de la Province de Québec, ci-devant le Canada (26 octobre 1774), Lettre adressée aux habitans opprimés de la Province de Québec (29 mai 1775) et Lettre aux habitants de la province du Canada (24 janvier 1776) afin de les inciter à se joindre aux révolutionnaires des Treize colonies.
Mesplet rencontre Charles Berger, un compatriote mieux nanti, qui va devenir son bailleur de fonds. il se met en route pour Québec au début de 1775. à Philadelphie, Charles Berger doit dégager à ses frais les effets personnels et le matériel d’imprimerie de Mesplet que l’associé a fait saisir, et il doit aussi payer le loyer et les autres dettes. l’imprimeur lyonnais rentre à Philadelphie, non sans passer par Montréal.
Richard Montgomery ayant conquis la ville de Montréal, en novembre 1775, Mesplet réussit à convaincre le deuxième Congrès continental qu’une imprimerie française est nécessaire à la révolution dans cette ville. 200 $ lui est accordée pour le transport de sa famille et de son atelier à Montréal. Mesplet, qui avait dissous sa première association, en forme une autre avec son ami Charles Berger, à qui il emprunte 2 666 $ pour acheter de nouveaux caractères, du papier et autre matériel. Il engage un rédacteur, Alexandre Pochard, pour le journal qu’il compte créer dès son arrivée, deux compagnons imprimeurs, Jacques-Clément Herse et John Gray, ainsi qu’un domestique.
Il prend part à la délégation francophone du Congrès que dirige le diplomate Benjamin Franklin à Montréal. Mesplet, qui dispose d'une commission d'imprimeur de la part du Congrès, arrive dans cette ville le 6 mai 1776.
À la suite de l'échec de la tentative d'invasion de la province de Québec par les révolutionnaires américains, et à la reprise du territoire par les soldats britanniques, le 15 juin, Fleury Mesplet reste à Montréal. Parmi ses principaux clients, on retrouve alors les Sulpiciens. Le 2 juin, Mesplet est arrêté sur ordre du gouverneur Frederick Haldimand, puis emprisonné avec ses employés sans procès pendant 26 jours, avec d'autres qui avaient accueilli la délégation.

### LaGazette du commerce et littéraire de Montréal(Gazette littéraire de Montréal)
Sitôt relâché, Mesplet s’établit rue Capitale et entreprend d'imprimer un journal avec l'avocat Valentin Jautard, qui en sera le rédacteur. Le journal, intitulé la Gazette du commerce et littéraire, pour la ville et district de Montréal, est publié pour la première fois le 3 juin 1778. Dès septembre, le journal sera renommé la Gazette littéraire pour la ville et district de Montréal.
Bernard Andrès mentionne qu'il s'agit de « la première feuille d'opinion unilingue française ». Il n'existait alors que des journaux de langue anglaise et un seul journal bilingue anglais-français, la Gazette de Québec. Toujours avec Jautard, il fonde aussi une « société de pensée », l'Académie de Montréal.
Le 4 juin 1779, les presses du journal sont saisies par les autorités britanniques. Mesplet et Jautard sont arrêtés pour « sédition » par le juge de la Cour des plaids-communs, René-Ovide Hertel de Rouville et jetés en prison sans procès, cette fois pendant environ trois ans. Le 25 août 1785, l'imprimeur refonde son journal, qui cette fois devient un périodique de langue française et anglaise nommé La Gazette de Montréal / The Montreal Gazette.
Il épouse Marie-Anne Tison à Montréal le 13 avril 1790.

### Décès
Mesplet continue à diriger son journal jusqu'à sa mort à Montréal, le 24 janvier 1794. Il n'a aucun descendant.

## Chronologie
- 1734 - Le 10 janvier, naissance de Fleury Mesplet à Marseille.
- 1760 - Décès de son père, Jean-Baptiste Mesplet.
- 1765 - Il épouse Marie Mirabeau à Lyon.
- 1773 - Il quitte la France pour l'Angleterre.
- 1774 - Il s'installe à Philadelphie, dans la province de Pennsylvanie, avec sa femme.
- 1775 - En début d'année, il se rend à Montréal dans la Province de Québec.
- 1776 - Le 18 mars, il quitte Philadelphie pour Montréal.
- 1776 - Le 6 mai, il arrive à Montréal.
- 1776 - Le 2 juin, il est arrêté et mis en prison avec les employés de son imprimerie.
- 1776 - Le 28 juin, il est relâché par les autorités.
- 1778 - Le 3 juin, il fait paraître le premier numéro de La Gazette du commerce et littéraire, pour la ville et district de Montréal.
- 1778 - En septembre, il renomme son journal La Gazette littéraire pour la ville et district de Montréal.
- 1779 - Le 2 juin, il est arrêté puis incarcéré sans procès sur ordre du gouverneur Haldimand, tout comme son rédacteur Valentin Jautard.
- 1782 - En septembre, on le laisse sortir de prison sans qu'il y ait élargissement officiel.
- 1784 - En juin, il réclame une indemnité de 9 450$ du Congrès américain.
- 1784 - En septembre, Charles Berger est à Montréal pour se faire rembourser les 4 800$ que Mesplet lui doit.
- 1785 - Le 25 août, il fait paraître la première édition de La Gazette de Montréal/The Montreal Gazette.
- 1785 - En novembre, le tailleur Joseph-Marie Desautels, à qui Mesplet devait 4 000$, fait saisir ses biens de valeur.
- 1785 - En novembre, Edward William Gray acquiert le matériel d'imprimerie de Mesplet.
- 1789 - Le 1er septembre, sa femme décède à l'âge de 43 ans.
- 1790 - En mars, il épouse Marie-Anne Tison, âgée de 23 ans.
- 1793 - Il fait venir de nouveaux caractères d'imprimerie de France.
- 1794 - Le 24 janvier, il décède à Montréal.

### Toponymie
- Rue Mesplet à Montréal.
- Rue Marie-Anne-Tison à Montréal.

## Ouvrages

### Comme imprimeur-éditeur
- La Gazette du commerce et littéraire, pour la ville et district de Montréal, 1778 (3 juin 1778 au 19 août 1778, nos 1 à 12).
- La Gazette littéraire pour la ville et district de Montréal (2 septembre 1778 au 2 juin 1779, nos 13 à 22)
- La Gazette de Montréal/The Montreal Gazette, 1785 (25 août 1785 au 20 novembre 1824, 93 nos).

### Comme imprimeur
- Cantiques de Marseille.
- Formulaire de prières à l’usage des pensionnaires des religieuses ursulines.
- Psautier de David, avec les cantiques à l’usage des écoles.